# Oratorium
Et oratorium er et større musikalsk værk for orkester, sangsolister og kor. I modsætning til en opera er der ikke kulisser, kostumer og skuespil i et oratorium. Med hensyn til musikalsk stil og form følges de to genrer dog tæt ad, bortset fra at korstykker forekommer hyppigere i et oratorium end i en opera. Oratoriets glansperiode var det 17. og 18. århundrede.
De fleste oratorier har bibelske temaer, men mange komponister, især Georg Friedrich Händel, har skrevet oratorier om verdslige emner fra den græske og romerske mytologi. Emnet er ofte alvorligt og betydningsfuldt. Det kan være verdens skabelse eller Jesu liv eller en af de klassiske helte eller en profet.
Handlingen i et oratorium er ofte indskrænket til et minimum. Nogle oratorier indeholder ikke nogen egentlig fortælling. I et oratorium er fortællingens formål ikke så meget dramatisk som æstetisk: gennem fortællingen struktureres værket musikalsk og får betydning.
Oratorier indeholder normalt:
- En ouverture
- Arier
- Ensembler
- Recitativer, der driver handlingen fremad
- Korstykker, der skaber stemning og bidrager til det storladne indtryk. Der gøres ofte brug af pauker og trompeter på i korene..

Det bedst kendte oratorium er formentlig Georg Friedrich Händels Messias. Andre kendte oratorier omfatter Samson af Händel, Juleoratoriet af Johann Sebastian Bach, Skabelsen af Joseph Haydn, Elias af Felix Mendelssohn og Oedipus Rex af Igor Stravinskij.